# Perizoma albidella
Perizoma albidella är en fjärilsart som beskrevs av Louis Beethoven Prout 1938. Perizoma albidella ingår i släktet Perizoma och familjen mätare. Inga underarter finns listade i Catalogue of Life.